# Palais de la musique de Thessalonique
Le palais de la musique de Thessalonique (grec moderne : Μέγαρο Μουσικής Θεσσαλονίκης) est un centre consacré aux arts du spectacle situé à Thessalonique en Grèce.

## Les bâtiments
Le centre ouvre en 2000 sur un terrain donné par l'État grec. Il se compose principalement de deux bâtiments : 
- M1, qui accueille un auditorium de 1 400 places.
- M2, d'un style plus contemporain (son architecte est le japonais Arata Isozaki), il dispose de moins de places que M1[1].

## Organisation
Depuis le 1er janvier 2021, le directeur artistique du palais est Chrístos Galiléas, professeur associé de violon à la Georgia State University.